# Łajanie
Łajanie – w dawnym prawie polskim sposób umacniania umów zobowiązaniowych polegający na zgodzie dłużnika, aby w przypadku niewykonania zobowiązania wierzyciel mógł go w sposób bezkarny łajać (lżyć), co miało skłonić do spełnienia świadczenia. 
W umowach pisemnych lub ustnych (przy świadkach) strony  dodawały klauzulę, uprawniającą wierzyciela  w razie niewywiązania  się w terminie ze zobowiązania przez dłużnika do łajania będącego w zwłoce aż do czasu wykonania zobowiązania. Łajanie polegało na używaniu prywatnie i publicznie najbardziej obelżywych słów i zwrotów godzących w cześć i honor łajanego. Mogło być dokonywane słownie, pisemnie (np. w postaci tzw. listów łajających) oraz graficznie (w postaci rycin przedstawiających łajanego  w poniżający sposób).   
Łajany nie mógł do czasu spełnienia zobowiązania przeciwstawiać się w żaden sposób lżeniu swojej czci. Łajanie było, zwłaszcza w stanie rycerskim, znaczącą formą umocnienia zobowiązania ze względu na przywiązywanie znaczenia dla czci. Wagę łajania, wskazując jednocześnie na zwroty uważane za łajające, pokazuje ówczesne prawo, np. Statuty Kazimierza Wielkiego traktowały nieuprawnione łajanie na równi z zabójstwem.
Łajanie jako forma umocnienia umowy zanikło w drugiej połowie XVI w. wraz z ostatecznym przesunięciem odpowiedzialności za zobowiązania z osoby dłużnika na jego majątek.